# Norra Havsjön
Norra Havsjön är en sjö i Torsby kommun i Värmland och ingår i Göta älvs huvudavrinningsområde. Sjön är 12 meter djup, har en yta på 0,387 kvadratkilometer och befinner sig 593,2 meter över havet. Sjön avvattnas av vattendraget Havån. Vid provfiske har abborre, elritsa, röding och öring fångats i sjön.

## Delavrinningsområde
Norra Havsjön ingår i det delavrinningsområde (675023-133689) som SMHI kallar för Mynnar i Tåsan. Medelhöjden är 531 meter över havet och ytan är 37,06 kvadratkilometer. Det finns inga avrinningsområden uppströms utan avrinningsområdet är högsta punkten. Havån som avvattnar avrinningsområdet har biflödesordning 3, vilket innebär att vattnet flödar genom totalt 3 vattendrag innan det når havet efter 472 kilometer. Avrinningsområdet består mestadels av skog (80 procent) och sankmarker (14 procent). Avrinningsområdet har 1,43 kvadratkilometer vattenytor vilket ger det en sjöprocent på 3,8 procent.